# Фредерік Робертс
Фредерік Слей Робертс, 1-й граф Робертс (англ. Frederick Sleigh Roberts, 1st Earl Roberts; 30 вересня 1832, Канпур — 14 листопада 1914, Сент-Омер) — британський воєначальник, фельдмаршал Британської армії (1895). Учасник придушення Повстання сипаїв, Другої англо-афганської та Другої англо-бурської війн. Робертс належав до плеяди видатних воєначальників вікторіанської епохи і вважався одним з найславетніших та успішніших військових діячів середини та кінця XIX століття. Народився в англо-ірландській родині у Британській Індії, поступив на військову службу до Британської Ост-Індійської компанії. Молодим офіцером брав участь у придушенні повстання сипаїв, під час якого за сміливість був відзначений найвищою нагородою Британської імперії — хрестом Вікторії. Згодом вступив на службу до британської армії, бився в експедиції в Абіссінію та Другій англо-афганській віні, де здобув значної слави. Робертс став головнокомандувачем британських військ в Індії, потім протягом року очолював британські сили в ході Другої англо-бурської війни. Він також став останнім Головнокомандувачем британських сил до того, як посаду було скасовано в 1904 році.
Чоловік невисокого зросту, Робертс був широко відомий своїм військам і широкій британській громадськості як «Бобс» і шанований як один із провідних військових діячів Великої Британії в той час, коли Британська імперія досягла вершини своєї могутності. Він став символом британської армії, а в подальшому житті став впливовим прихильником посилення оборони у відповідь на зростаючу загрозу, яку Німецька імперія становила для Британії напередодні Першої світової війни.

## Біографія
Військова кар'єра
- 12 грудня 1851 — другий лейтенант
- 31 травня 1857 — лейтенант
- 12 листопада 1860 — другий капітан
- 13 листопада 1860 — майор (тимчасове звання)
- 15 серпня 1868 — підполковник (тимчасове звання)
- 18 листопада 1868 — капітан
- 30 січня 1875 — полковник (тимчасове звання)
- 1875 — генерал-квартирмейстер
- 31 грудня 1878 — майор-генерал
- 26 липня 1883 — лейтенант-генерал
- 31 грудня 1891 — генерал
- 25 травня 1895 — фельдмаршал

Фредерік Слей Робертс народився 30 вересня 1832 року в індійському місті Канпур у родині генерала сера Авраама Робертса, уродженця англо-ірландської родини з графства Вотерфорд на південному сході Ірландії. У той час сер Авраам командував 1-м бенгальським європейським полком. Фредерік Робертс здобув освіту в Ітоні, Сандгерсті і Аддіскомбській військовій семінарії перед тим, як 12 грудня 1851 року поступив на військову службу другим лейтенантом Бенгальської артилерії до армії Ост-Індської компанії. У 1852 році він став ад'ютантом свого батька, у 1854 році був переведений до Бенгальської кінної артилерії, а 31 травня 1857 року отримав звання лейтенанта.
Робертс воював під час повстання в Індії 1857 року, брав участь у бойових діях під час облоги та захоплення Делі, де був легко поранений, і знайшов вмираючого генерала Джона Ніколсона серед хаосу битви. Потім, як заступник помічника генерал-квартирмейстера при штабі Головнокомандувача британських військ в Індії фельдмаршала Кемпбелла, діяв при облозі Лакхнау. До обов'язків «Бобса» входила організація колони всіма видами постачання та розвідка маршруту висування британських військ.
За сміливість і мужність у бою 2 січня 1858 року в Худаганджі Фредерік Робертс був нагороджений хрестом Вікторії. Молодий лейтенант отримав нагороду за те, що один наздогнав двох сипаїв, які відступали з поля битви з трофейним бойовим прапором, наодинці вступив з ними верхи в сутичку, вбив обох вершників противника та відбив штандарт. Найвищу військову нагороду за бойові заслуги Фредерік Робертс отримав особисто з рук Королеви.

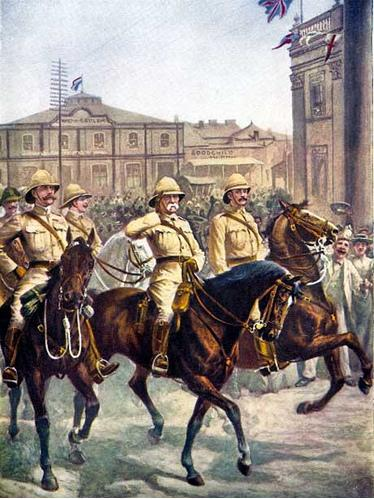
Генерал Фредерік Робертс на чолі своїх військ входить до Кімберлі

В березні 1858 року разом з іншими офіцерами свого полку, він перейшов з армії Ост-Індської компанії до армії Британської Індії. У 1861 році майором був переведений до британської армії та служив у кампаніях Амбела та Абіссінській у 1863 та 1867—1868 роках відповідно. У 1871—1872 роках змагався у кампанії Лушай.

### Друга англо-афганська війна
У жовтні 1878 року Фредерік Робертс отримав під своє командування польові сили долини Куррам і брав участь у Другій англо-афганській війні. За успіх у битві за перевал Пейвар-Котал у грудні 1878 року він був відзначений подякою парламенту, 31 грудня 1878 року був підвищений до звання генерал-майора і 25 липня 1879 року удостоєний звання лицаря-командора ордену Лазні.
Гандамакський договір у травні 1879 року приніс мир з Афганістаном. Однак після вбивства у вересні 1879 року сера Луїса Каваньярі, британського посланника в Кабулі, почався другий етап війни. Робертс був призначений командиром кабульських польових сил і відправлений до Кабулу. Після перемоги в битві за Чарасіаб 6 жовтня 1879 року Робертс зайняв Кабул і 11 листопада 1879 року отримав звання генерал-лейтенанта. У грудні 1879 року сили Робертса були обложені в кантонменті Шерпур поблизу Кабулу, поки 23 грудня він не відбив масову атаку противника і знову не зайняв місто. У травні 1880 року генерал-лейтенант сер Дональд Стюарт прибув до Кабулу з Кандагара з ще 7200 військовими, прийнявши від Робертса командування гарнізоном афганської столиці.
27 липня 1880 року, після поразки британської бригади при Майванді поблизу Кандагара, Робертс був призначений командувачем польовими силами Кабула і Кандагара. Він повів свої 10 000 військо за 300 миль по пересічній місцевості, щоб полегшити долю гарнізону Кандагара і 1 вересня 1880 року здобув перемогу у битві за Кандагар над військом Аюб Хана. За свої заслуги Робертс знову був відзначений подякою британського парламенту, і 21 вересня 1880 року став кавалером Великого хреста ордена Лазні.
Після дуже короткого перебування на посаді губернатора Наталу, губернатора та головнокомандувача провінції Трансвааль і верховного комісара Південно-Східної Африки з 7 березня 1881 року Робертс (який 11 червня 1881 року став баронетом) був призначений головнокомандувачем армії Мадраса 16 листопада 1881 року. 28 листопада 1885 року він став головнокомандувачем військ в Індії. 15 лютого 1887 року удостоєний звання лицаря-командора ордена Індійської імперії. 31 грудня 1891 року Фредерік Робертс отримав звання повного генерала британської армії. 23 лютого 1892 року він отримав титул барона Робертса Кандагарського та віконт міста Вотерфорд.
1 жовтня 1895 року генерал Робертс був переведений до Ірландії Головнокомандувачем британськими силами. 25 травня 1895 року він отримав звання фельдмаршала, а в 1897 році став кавалером ордена Святого Патріка.
Перебуваючи в Ірландії, Робертс написав мемуари про роки своєї служби в Індії, які були опубліковані в 1897 році під назвою «Сорок один рік в Індії: від підлеглого до головнокомандувача».

### Друга англо-бурська війна
23 грудня 1899 року Робертс разом зі своїм начальником штабу лордом Кітченером відплив від берегів Англії до Південної Африки. Тут він прийняв загальне командування британськими військами на континенті, що билися у Другій англо-бурській війні. Його призначення стало відповіддю на серію поразок британців у перші тижні війни та супроводжувалося передислокацією на південь Африки величезних підкріплень. Для свого штабу він звідусіль набрав талановитих та ефективних військових керівників: Кітченера (начальник штабу) з Судану, Фредеріка Бернгема (начальник розвідки) з Клондайку, Джорджа Гендерсона зі штабного коледжу, Невілла Чемберлена з Афганістану і Вільяма Ніколсона (військовий секретар) з Калькутти. 10 січня 1900 року фельдмаршал зі своїми людьми прибув до Кейптауна. Робертс розпочав двосторонній наступ, особисто керуючи наступом через відкритий велд до Оранжевої вільної держави, у той час як Буллер намагався вибити бурів з пагорбів Натала, під час цих боїв син лорда Робертса був убитий, посмертно нагороджений хрестом Вікторії за мужність на полі бою.

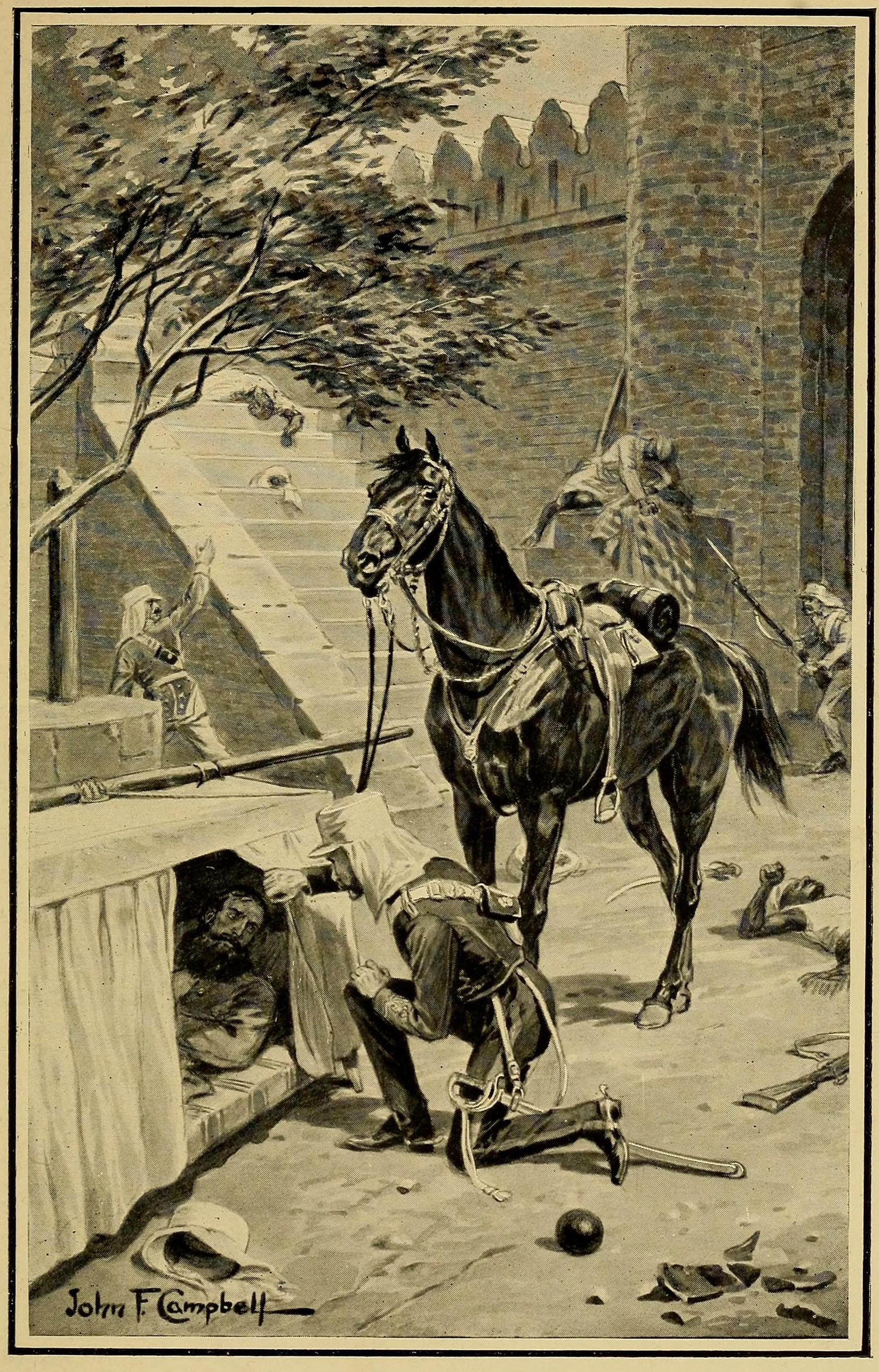
Лейтенант Фредерік Робертс знаходить умираючого британського генерала Джона Ніколсона

27 лютого 1900 року, знявши облогу Кімберлі, у битві при Пардебергу Робертс змусив бурського генерала Піта Кронже здатися з приблизно 4000 чоловіками. 13 березня, після чергової перемоги під Поплар Гроув, Робертс захопив столицю Вільного штату Блумфонтейн. Його подальше просування було затримано через його невдалу спробу реорганізувати логістичну систему своєї армії за зразком індійської армії в розпал війни. Хаос, що виник, і нестача припасів сприяли серйозній епідемії тифу, яка завдала набагато важчих втрат британським військам, ніж вони зазнали в бою.
3 травня Робертс відновив свій наступ на Трансвааль, захопивши його столицю Преторію 31 травня. Перемігши бурів у битві при Даймонд Гілл і з'єднавшись з Буллером, 27 серпня він здобув останню перемогу у своїй кар'єрі на полі бою в битві під Бергендалем.
Використання Робертсом жорстокої стратегії війни, щоб змусити бурів підкоритися, включала практику створення концентраційних таборів та спалювання ферм. Умови в концентраційних таборах, які були задумані Робертсом як форма контролю над сім'ями, чиї ферми він знищив, почали швидко погіршуватися, оскільки великий приплив бурів перевищив здатність невеликих британських охоронців впоратися з напливом біженців та постраждалих. У таборах не вистачало місця, їжі, ліків, панували жахливі санітарні умови, не було елементарного медичного обслуговування, все це призвело до нестримних захворювань і дуже високого рівня смертності серед тих бурів, яких запроторили за колючий дріт британці. До кінця війни в концтаборах загинуло 26 370 жінок і дітей (81 % дітей). Протягом короткого періоду в 1900 році Робертс також дозволив армії використовувати цивільних заручників для захисту поїздів від бурських партизанських загонів.
Оскільки головні міста бурських республік були зайняті, і війна, очевидно, фактично закінчилася, 12 грудня 1900 року Робертс передав командування лорду Кітченеру і повернувся до Англії. Тут британська корона осипала його ще більшими почестями: він отримав титул лицаря ордена Підв'язки, а також графа Робертса Кандагарського в Афганістані, Преторійського в колонії Трансвааль, міста Вотерфорд і віконта Сен-П'єра.
3 січня 1901 року лорд Робертс став останнім Головнокомандувачем сил. Під час перебування на посаді він представив гвинтівку Lee-Enfield з коротким магазином і 18-фунтову швидкострільну гармату, а також забезпечив покращену освіту та підготовку солдатів. У вересні 1902 року лорд Робертс і Вільяма Бродріка, державний секретар з питань війни, відвідали Німеччину для участі в маневрах німецької армії як гості імператора Вільгельма. Фредерік Робертс перебував у посаді Головнокомандувача протягом трьох років, перш ніж посаду було скасовано згідно з рекомендацією лорда Ешера в його звіті в лютому 1904 року.
14 листопада 1914 року під час відвідування індійських військ, які брали участь у Першій світовій війні, фельдмаршал Робертс помер від пневмонії в Сент-Омері, Франція. Його тіло було доставлено в Аскот спеціальним поїздом для похоронної служби 18 листопада, а потім до Лондона. Після прощання у Вестмінстер-Холі (один із лише двох людей, які не були членами королівської сім'ї, які удостоєні такої честі це протягом XX століття; другим був сер Вінстон Черчилль), він був похоронений з державними почестями і похований у соборі Святого Павла.